# 36 Serpentis
36 Serpentis, som är stjärnans Flamsteed-beteckning, är en dubbelstjärna i den södra delen av stjärnbilden Ormen, som också har Bayer-beteckningen b Serpentis. Den har en kombinerad skenbar magnitud på ca 5,09 och är svagt synlig för blotta ögat där ljusföroreningar ej förekommer. Baserat på parallaxmätning inom Hipparcosuppdraget på ca 20,1 mas, beräknas den befinna sig på ett avstånd på ca 162 ljusår (ca 50 parsek) från solen. Den rör sig närmare solen med en heliocentrisk radialhastighet av ca -8 km/s

## Egenskaper
Primärstjärnan 36 Serpentis A är en blå till vit stjärna i huvudserien av spektralklass A7 V. Gray et al. (2017) gav stjärnan en kombinerad spektralklass av A2IV-Vn för konstellationen, medan Cowley et al. matchade den med spektralklass av A3 Vn, där 'n'-suffixet anger "diffusa" linjer i stjärnans spektrum orsakade av snabb rotation. Den har en massa som är ca 2 solmassor, en radie som är ca 1,7 solradier och utsänder ca 19 gånger mera energi än solen från dess fotosfär vid en effektiv temperatur på ca 8 200 K. Den är en Lambda Bootis-stjärna, vilket betyder att den har solliknande mängder kol, kväve och syre, medan den innehåller mycket låga mängder av element tyngre än järn.
36 Serpentis är en spektroskopisk dubbelstjärna med en lång omloppsperiod på 52,8 år och en hög excentricitet på 0,83. Parets kombinerade massa är 3,09 ± 0,28 solmassor. Den svalare följeslagaren, en stjärna av spektraltyp G0, är källa till den röntgenstrålning som har observerats från konstellationen. Den har en visuell magnitud på 7,8.
36 Serpentis är en misstänkt variabel (VAR:), som har visuell magnitud +5,1 och varierar utan fastställd amplitud eller periodicitet.